# Chiesa di Sant'Albano
La chiesa di Sant'Albano è un edificio religioso situato a Quinciano, nel comune di Monteroni d'Arbia nella provincia di Siena.

## Storia e Descrizione
Nell'interno a navata unica si conservano un bassorilievo in stucco policromo della fine del XVI secolo con la Madonna col Bambino e Angeli cui era riservata la devozione delle popolazioni locali, come attestano gli ex voto che la circondano, e un Salvator Mundi, affresco del XVII secolo; ai lati della pittura erano collocate due statue in legno policromato raffiguranti la Vergine Annunciata e San Giuseppe, oggi esposte al Museo di Buonconvento.
Ormai completamente spoglia, conservava fino a pochi anni fa due importanti testimonianze della sua storia oggi conservate al Museo di arte sacra della Val d'Arbia a Buonconvento: la lunetta di Sano di Pietro con l'Incoronazione della Vergine e Angeli e la tela con l'Immacolata Concezione con i Santi Albano e Pietro di Rutilio Manetti (1608), commissionata dall'arcivescovo di Siena Camillo Borghesi per l'altare maggiore.